# Rekinado 3
Rekinado 3: O rybia płetwa! (ang. Sharknado 3: Oh Hell No!) – amerykański film z gatunku horror science-fiction z 2015 roku wyprodukowany przez firmę The Asylum.
Premiera filmu miała miejsce 22 lipca 2015 roku na amerykańskim kanale SciFi Universal, natomiast - w Polsce dzień po premierze amerykańskiej, czyli 23 lipca 2015.

## Fabuła
Fin Shepard (Ian Ziering) przylatuje do Waszyngtonu po to, by odebrać zasłużoną nagrodę, jaką jest „złota piła mechaniczna”. Tymczasem silne wiatry i opady deszczu powodują, że akurat w tym samym czasie miastu grozi zagłada - wygłodniałe rekiny. Niebawem wychodzi na jaw, że mieszkańcy Florydy, wśród których jest ciężarna April (Tara Reid) muszą walczyć o przetrwanie. Zdesperowany Fin ponownie musi stawić czoła trzeciemu rekinadu.

## Obsada
- Tara Reid - April Wexler
- Ian Ziering - Finley „Fin” Shepherd
- David Hasselhoff - Gilbert Sheperd, ojciec Fina
- Mark Cuban - Marcus Robbins, prezydent USA
- Ryan Newman - Claudia Shepard, córka Fina
- Cassie Scerbo - Nova Clarke, kelnerka
- Bo Derek - May Wexler, matka April
- Mark McGrath - Martin Brody, przyrodni brat Fina
- Frankie Muniz - Lucas Stevens, chłopak Novy
- Jack Griffo - Billy

i inni